# Ainhoa Tirapu
Ainhoa Tirapu de Goñi (Pamplona, 4 de septiembre de 1984) es una exfutbolista española que jugaba en la demarcación de guardameta. Debutó en la Superliga con la S. D. Lagunak en la temporada 2003-04. En 2005 recaló en las filas del Athletic Club, equipo en el que militó durante 15 temporadas hasta poner fin a su carrera deportiva en la temporada 2019-20, convirtiéndose en una de las jugadores más laureadas en la historia del Athletic femenino, con 358 partidos a sus espaldas. También fue portera titular de la selección femenina de fútbol de España en varias ocasiones.
Actualmente es entrenadora de porteras del Athletic Club.

## Clubes
| Club          | País   | Año       |
| ------------- | ------ | --------- |
| S. D. Lagunak | España | 2004-2005 |
| Athletic Club | España | 2005-2020 |

## Palmarés

### Torneos nacionales
| Título           | Club          | País   | Año     |
| ---------------- | ------------- | ------ | ------- |
| Superliga        | Athletic Club | España | 2006-07 |
| Primera División | Athletic Club | España | 2015-16 |

## Vida privada
Es licenciada en Química y tiene un máster en Toxicología y Contaminación Ambiental por la Universidad del País Vasco. Trabajó como dependienta en una tienda de Decathlon.
Es sobrina segunda del exfutbolista Fernando Tirapu.